# 普林格尔 (南达科他州)
普林格尔（英語：Pringle），是美国南达科他州下属的一座城市。根据2010年美国人口普查，该市有人口114人。论人口在本州排行第224。